# Hrabstwo Beaver (Utah)

Piramida wieku hrabstwa

Hrabstwo Beaver – hrabstwo w USA w południowo-zachodniej części stanu Utah. W roku 2005 liczba mieszkańców wyniosła 6204. Stolicą jest Beaver.

## Historia
Pierwsi osadnicy dotarli tutaj w 1776 roku wraz z francuskim misjonarzem Silvestre Vélez de Escalante. Hrabstwo powstało w 1856 roku w czasach Terytorium Utah, kiedy założono miasto o tej samej nazwie

## Geografia

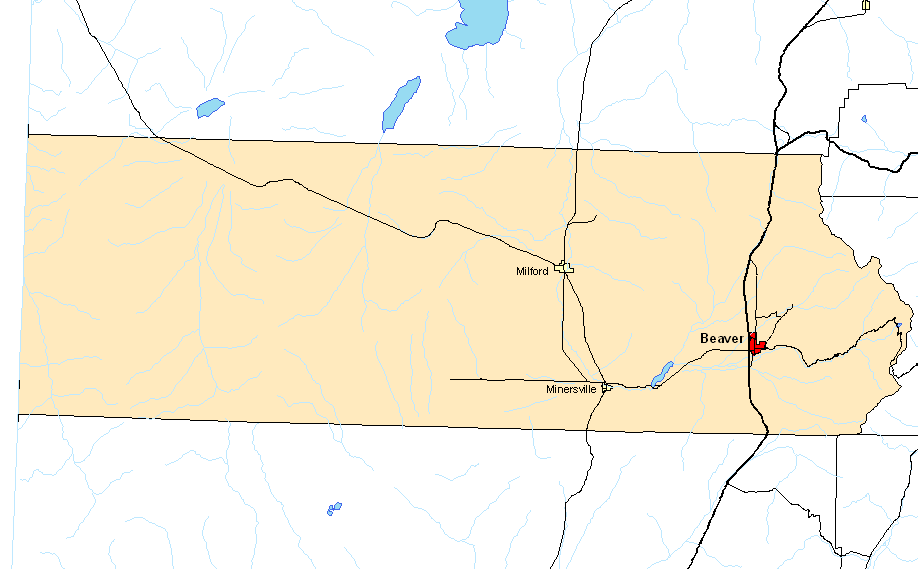
Beaver

Całkowita powierzchnia wynosi 6714 km². Z tego 6 km² (0.09%) stanowi woda. Na wschodzie teren górzysty, sięgający 12 000 stóp (3657 m n.p.m.). Stamtąd pochodzi woda dla mieszkańców Beaver i Manderfield. Na zachód rozległa, jałowa pustynia, miejscami lekko przerwana jałowcami.

### Miasta
- Beaver
- Milford
- Minersville

### Sąsiednie hrabstwa
- Lincoln w Nevadzie – zachód
- Millard – północ
- Iron – południe
- Sevier – północny wschód
- Piute – wschód